# Przedplecze

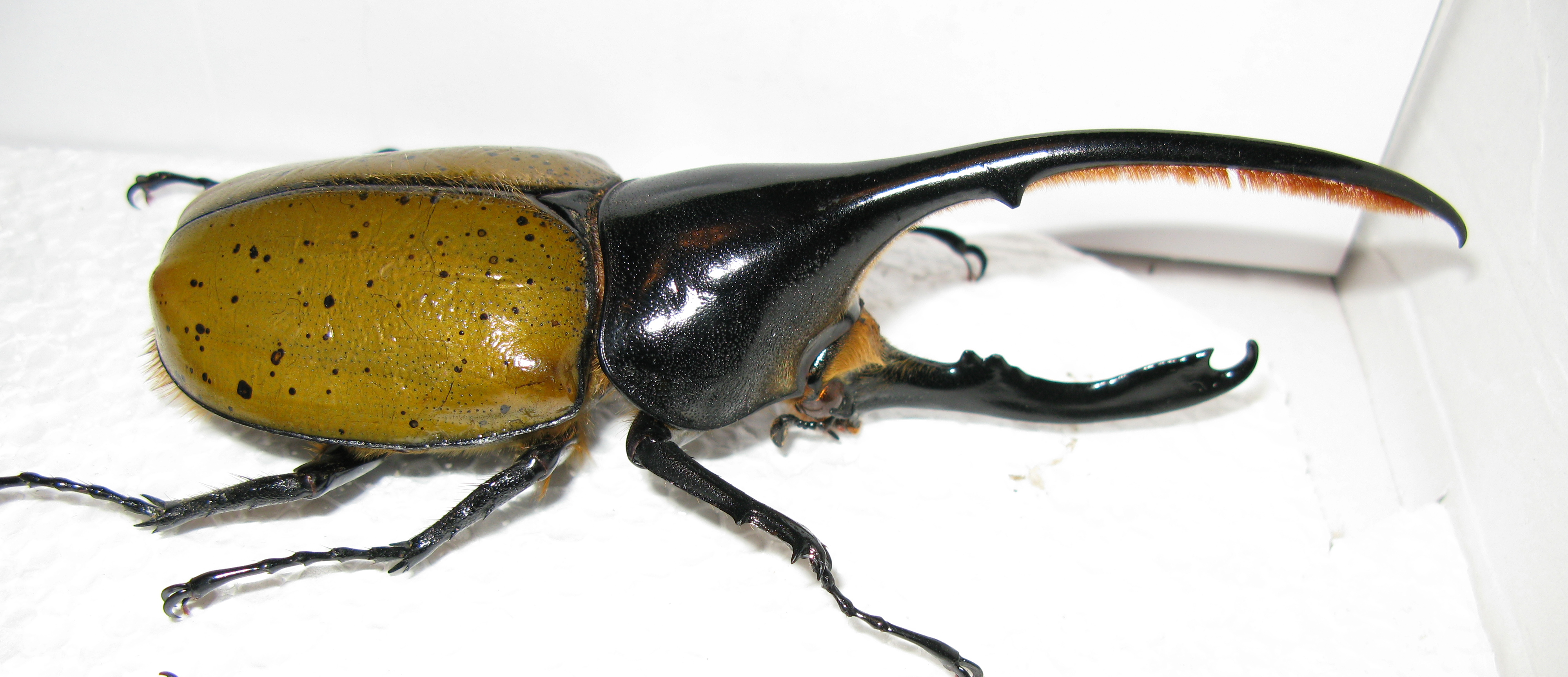
Wyrostek na przedpleczu wykształcony w róg u Dynastes hercules

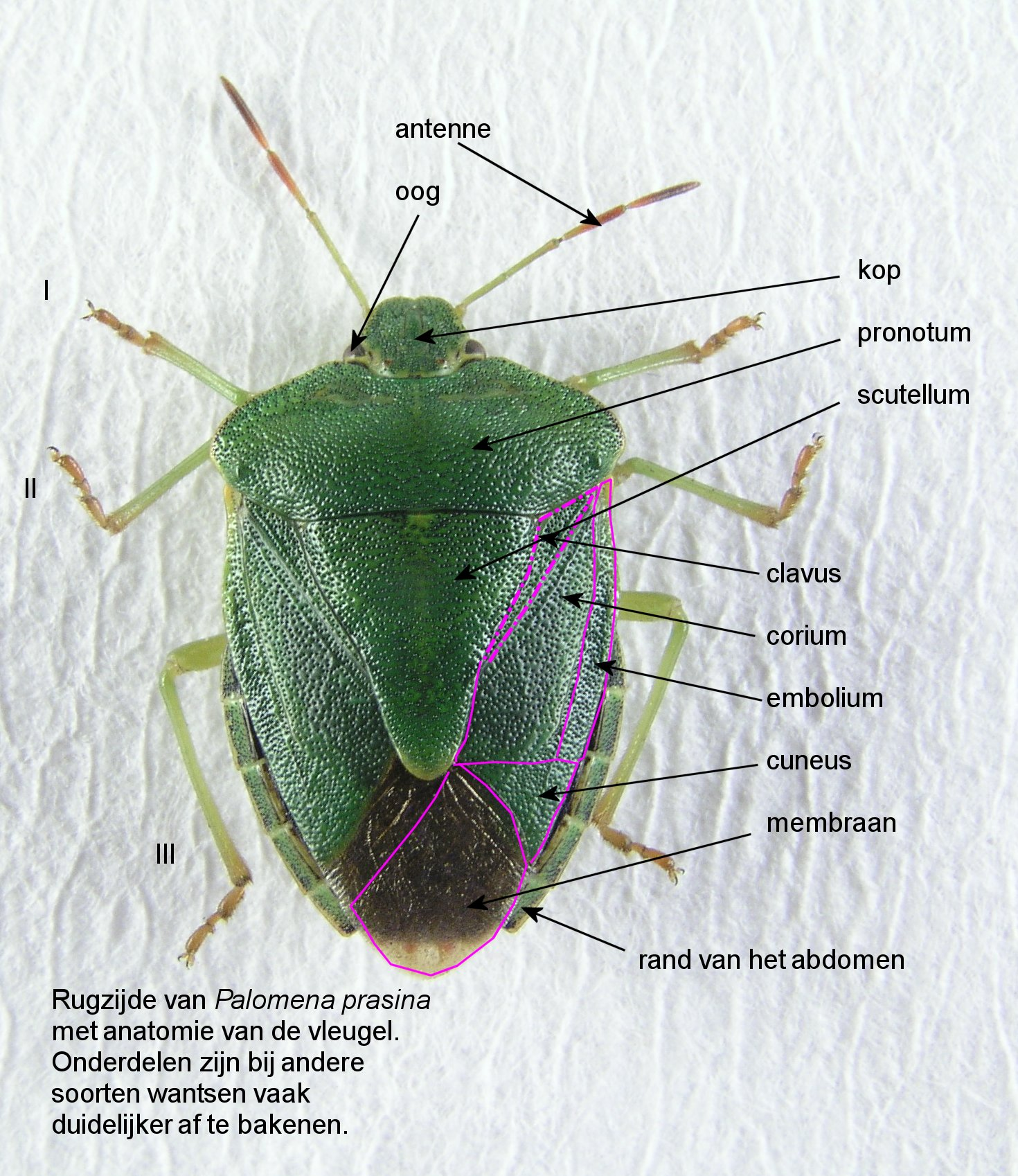
Szerokie przedplecze u pluskwiaka z rodziny tarczówkowatych

Przedplecze (łac. pronotum, protergum) – część tułowia sześcionogów, stanowiąca zarazem grzbietową część przedtułowia (prothorax) i przednią część płytki grzbietowej (notum).
U pierwogonków przedplecze jest wyraźnie skrócone. U skorków spłaszczone i tarczkowate. U karaczanów przedplecze rozszerzone jest ku przodowi i niemal całkowicie przykrywa głowę. U pluskwiaków różnoskrzydłych ma różny kształt, często jest duże i szerokie (np. u tarczówkowatych).
Chrząszcze mają przedplecze zwykle dobrze, a u niektórych grup bardzo silnie rozwinięte. Głowa może być pod nim całkowicie ukryta (np. u tarczykowatych). Jego kształt i wielkość są zróżnicowane. Może być szersze lub węższe od pokryw. Może być dłuższe niż szerokie, bądź odwrotnie. W obrysie może być wydłużone, kwadratowe, półokrągłe, okrągłe lub jeszcze inne. Jego powierzchnia może być gładka lub rozmaicie urzeźbiona. U wielu gatunków znajduje się na nim kolcowaty wyrostek. Część przedplecza podgięta na spodnią stronę przedtułowia nazywa się hypomeronem.
U muchówek przedplecze jest różnie wykształcone. U długoczułkich jest silnie rozwinięte i podzielone wtórnie na 2-3 skleryty. U krótkoczułkich zredukowane jest do kołnierzyka u nasady szyi lub nie występuje wcale.